# Dolmen de la Pierre Chaude
Le dolmen de la Pierre chaude est un mégalithe localisé sur la commune de Paulmy, en Indre-et-Loire. Cette construction, attribuée à la période du Néolithique, a été classée au titre de monument historique en 1911.

## Situation géographique
| - OpenStreetMap Géolocalisation du site du dolmen de la Pierre Chaude, à Paulmy. |

Le dolmen dit de la Pierre Chaude est localisé dans la commune de Paulmy, en Indre-et-Loire. Le mégalithe tourangeau est établi à flanc de coteau, à proximité du cours du Brignon sur sa rive droite,. Il est situé non-loin du château du Châtellier, lequel est distant d'environ 600 m en direction de l'ouest. Ce site néolithique se place également à 2,7 km du centre-bourg,.

## Historique
Le dolmen, également dénommé « Le siège des fées », est érigé au cours de la période néolithique. Le monument a été découvert en 1887,, puis fouillé par un instituteur originaire de la commune de Barrou.
Le monument mégalithique dit de la Pierre Chaude a fait l'objet d'un classement au titre de monument historique par arrêté du 4 avril 1911.

## Description
Le matériau qui a été utilisé pour chacun des blocs du dolmen se révèle être essentiellement un grès formé au cours du Turonien supérieur. Dans une moindre mesure, les blocs mégalithiques sont également composés de roche calcaire.
En raison du nombre de ses piliers (ou orthostats), le mégalithe retrouvé à Paulmy se classe dans la catégorie des dolmens à chambre sépulcrale circulaire ou subcirculaire et dépourvue de vestibule.
Le dolmen comporte 5 orthostates supportant une table d'axe fortement incliné,. Cette inclinaison résulte d'un effondrement que ce bloc a subi vers l'intérieur de la structure mégalithique,. Cette pierre de couverture, relativement épaisse, possède une longueur de 2,70 m pour une largeur de 2,40 m. La seconde portion de cette table aurait été mise au jour à 2 m en direction du nord.
Le dolmen de la Pierre chaude est caractérisé par une chambre funéraire totalement close et comportant 6 côtés,. Cette sépulture funéraire renferme les restes osseux des individus l'ayant édifié,,. Parmi ces ossements humains, un crâne a été signalé puis analysé,. Des fossiles de nature faunique, mais également des artefacts, tels que des tessons de poteries ou encore des silex taillés, associés à des résidus charbonneux, ont été mis en évidence au sein de la chambre funéraire,,. L'ensemble de ces pièces archéologiques auraient probablement été destinées à servir d'offrande aux défunts.

## Pour approfondir